# دی‌ام‌ای (روان‌گردان)
دی‌ام‌ای (روان‌گردان) (به انگلیسی: DME (psychedelic)) با فرمول شیمیایی C۱۰H۱۵NO۳ یک ترکیب شیمیایی با شناسه پاب‌کم ۳۸۶۳۹۷۸ است. که جرم مولی آن 197.23 g/mol می‌باشد. 